# Sergiusz II (ormiański patriarcha Jerozolimy)
Sergiusz II (ur. ?, zm. ?) – w latach 1507–1517 ormiański Patriarcha Jerozolimy.